# Генрих II Лаахский

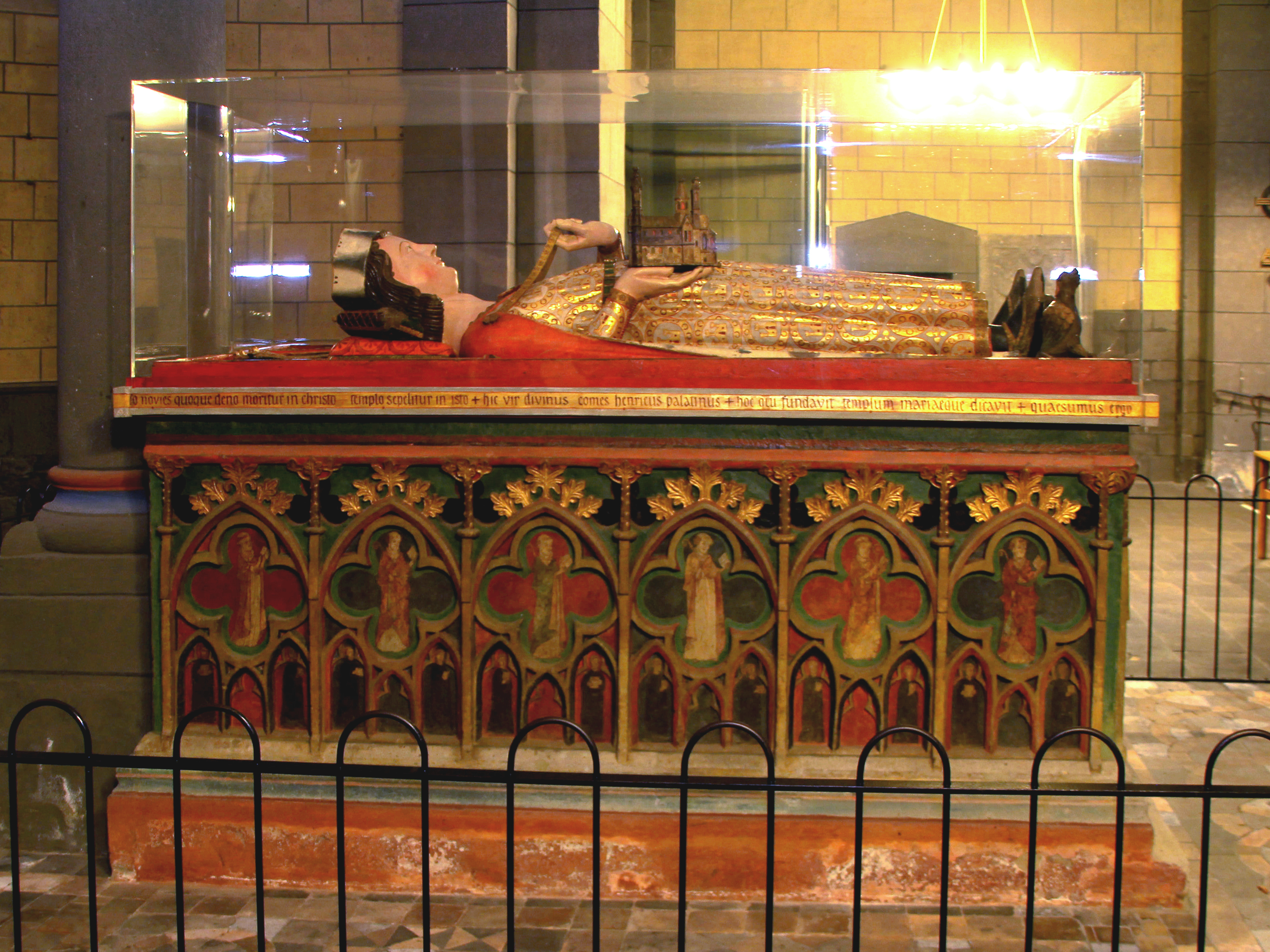
Могильная плита пфальцграфа Генриха II в аббатстве Мария Лаах

Генрих II Лаахский (нем. Heinrich II. von Laach; ок. 1050 — 23 октября 1095) — первый пфальцграф Рейнский (с 1085/1087). Представитель династии Вигерихидов. Был женат на Адельгейде Веймар-Орламюндской (ок. 1055 — 28 марта 1100).

## Происхождение
Вероятно, Генрих был внуком Фридриха Люксембургского (965-6 октября 1019), графа Мозельгау, и внучатым племянником императрицы Кунигунды Люксембургской. Его отец Дитрих был пятым из шести сыновей, и упоминается всего дважды — в 1012 и 1057 годах. От него Генрих унаследовал земельные владения рядом с Лаахским озером. Там он построил свой Лаахский замок, по имени которого стал себя называть.
Генрих был графом в Майенгау и Энгерсгау. Он поддерживал императора Генриха IV в его борьбе с восставшими князьями во главе с антикоролём Рудольфом Райнфельденским, участвовал в битве при Гогенмельзене (1080).

## Пфальцграф
После смерти последнего представителя рода Эццоненов, лотарингского пфальцграфа Германа II, Генрих женился (в 1085 году) на его вдове Адельгейде Веймар-Орламюндской. Император Генрих IV в благодарность за верную службу пожаловал Генриху Лаахскому большую часть владений Германа II и его титул.
Подвластные ему территории располагались в прирейнских областях, и Генрих стал называть себя пфальцграфом Рейнским (нем. Pfalzgraf bei Rhein).

## Преемник
Жена Генриха Адельгейда ранее состояла в браке с Адальбертом II Балленштедтским из рода Асканиев. Генрих усыновил их сына Зигфрида, который после его смерти стал пфальцграфом Рейнским (в 1099 году).

## Монастырь Лаах
В 1093 году Генрих и Адельгейда основали Лаахское аббатство, расположенное на берегу одноимённого озера. Его строительство завершилось уже после смерти Генриха — в 1100 году.